# 歐陽儀雄
歐陽儀雄（1973年4月3日—），中國國民黨籍金門縣政治人物，金門縣副議長。

## 生平
1973年台北市出生，畢業於國立金門大學運動與休閒學系碩士班。
歐陽儀雄從政前因觸犯組織犯罪防制條例 ，遭法院判處有期徒刑10月，2006年7月25日，刑罰執行完畢。
自2009年開始從政投入政治當選金門縣議員。2010年，福建高等檢察署金門檢察分署指控歐陽儀雄為當選金門縣議員而於2009年8月至10月間以每票新台幣5000元向選民買票，並尋求法院判處其有期徒刑7年。法院一審判決歐陽儀雄賄選成立，當選無效。歐陽儀雄不服提起上訴。福建高等法院金門分院於2011年1月26日駁回歐陽儀雄上訴。
2014年再次參選金門縣議員選舉並當選，且連選連任金門縣議會第5－7屆議員。
2018年第七屆金門縣議會，歐陽儀雄獲國民黨黨團全體出席議員的支持下當選國民黨金門縣議會黨團書記長。
2022年當選就任金門縣議會第八屆副議長。
2024年八一四空軍節獲金門縣空軍後備協會聘任為顧問， 11月1日榮獲國立金門大學傑出校友。
2025年01月11日當選接任金門體育會第十三屆理事長。

## 個人生活
尚文凱，歐陽儀雄妻子，曾代表台灣民眾黨參選金門縣選舉區的2024年中華民國立法委員選舉。

## 選舉紀錄
| 年度 | 選舉屆數             | 選舉區           | 所屬政黨   | 得票數 | 得票率 | 當選標記 | 備註         |
| ---- | -------------------- | ---------------- | ---------- | ------ | ------ | -------- | ------------ |
| 2022 | 2022年金門縣議員選舉 | 金門縣第一選舉區 | 中國國民黨 | 1,781  | 7.09%  |          |              |
| 2018 | 2018年金門縣議員選舉 | 金門縣第一選舉區 | 中國國民黨 | 1,994  | 7.71%  |          |              |
| 2014 | 2014年金門縣議員選舉 | 金門縣第一選舉區 | 中國國民黨 | 1,567  | 6.33%  |          |              |
| 2009 | 2009年金門縣議員選舉 | 金門縣第一選舉區 | 無黨籍     | 1,714  | 7.15%  |          | （因案解職） |

## 外部連結
- 歐陽儀雄的Facebook專頁